# Janina Ochojska
Janina Maria Ochojska-Okońska, née le 12 mars 1955 à Gdańsk en Pologne, est une activiste humaniste et femme politique polonaise, présentée par la Plate-forme civique. 
Elle est députée européenne de 2019 à 2024.